# Elliott & Fry
Az Elliott & Fry viktoriánus fotóstúdió volt, amelyet 1863-ban Joseph John Elliott (1835. október 14. – 1903. március 30.) és Clarence Edmund Fry (1840 – 1897. április 12.) alapított. A cég alaptevékenysége egy évszázadon át a kor közönsége, valamint társadalmi, művészeti, tudományos és politikai kiválóságok fényképének készítése, és közzététele volt. Az 1880-as években a cég három stúdiót és négy nagy negatívtárolót üzemeltetett, egy nyomdával a Barnetnél.

## Története
A cég első címe a londoni Baker Street 55. és 56. volt 1919-ig. A stúdióban számos fényképész dolgozott, köztük Francis Henry Hart és Alfred James Philpott az Edward-korszakban, Herbert Lambert és Walter Benington az 1920-as és 1930-as években, majd William Flowers. A második világháború során a stúdiót lebombázták, és a legtöbb korai negatív elveszett; a Nemzeti Arcképtár őrzi jelenleg az összes fennmaradt negatívot. A céget századik évfordulóján, 1963-ban a Bassano & Vandyk vette át.

## Joseph John Elliott
Joseph John Elliott (Croydon 1835. október 14. – Hadley Heath, Barnet közelében, 1903. március 30.) John és Mary Elliott fia, feleségül vette Clarence nővérét, Elizabeth Lucy Fry-t (Plymouth, 1844. június 24. – Brighton, 1931. február 23.) 1864. augusztus 20-án, végül négy fiuk és három leányuk született. Elliott és Fry üzleti partnersége 1887. július 31-én megszűnt, úgy, hogy Elliott megszerezte Fry üzletrészét. Elliott és fia, Ernest C. Elliott partneri kapcsolata 1892. december 31-én megszűnt. Ernest ezután 50 brit sportolót tartalmazó albumot állított össze, Fifty Leaders of British Sport címmel, amely 1904-ben jelent meg.

## Clarence Edmund Fry

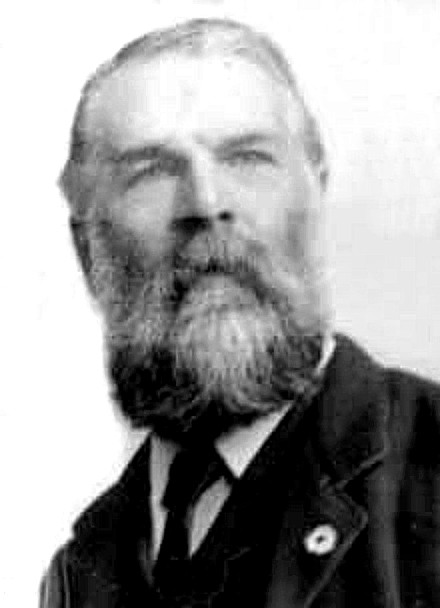
Clarence Edmund Fry

1865-ben Clarence Edmund Fry (Plymouth, 1840–1897) feleségül vette Sophia Dunkin Prideaux (* 1838 Modbury, Devon), fényképszínező-művészt. Clarence Edmund Fry korai patrónusa volt Hubert von Herkomernek, aki 1873-ban Busheybe költözött, jótevője közelébe, és hogy elindítsa a Herkomer Művészeti Iskolát.
Clarence Edmund Fry és Caroline Mary Clarence (1809–1879) legidősebb fia volt, akik mindketten kvékerek voltak, és rokonságban álltak Joseph Storrs Fry-jal, a bristoli csokoládégyár alapítójával.
Clarence testvérei voltak:
- Walter Henry Fry (született: 1841, Plymouth)
- Hubert Oswald Fry (született 1843, Plymouth)
- Lucy Elizabeth Laughton Fry (született 1844, Plymouth)
- Allen Hastings Fry (született: 1847, Plymouth)

1867-ben a második legidősebb fia, Walter Henry Fry csatlakozott a legfiatalabb testvérhez, Allen Hastings Fry-hoz, és megalapította a W. & A. H. Fry fotócégét a 68 East Street, Brightonban.

## Képeik

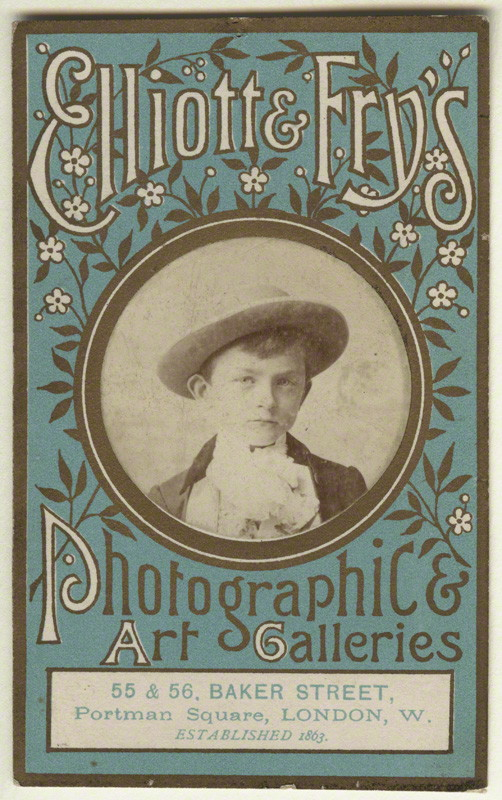
Fényképalbumuk
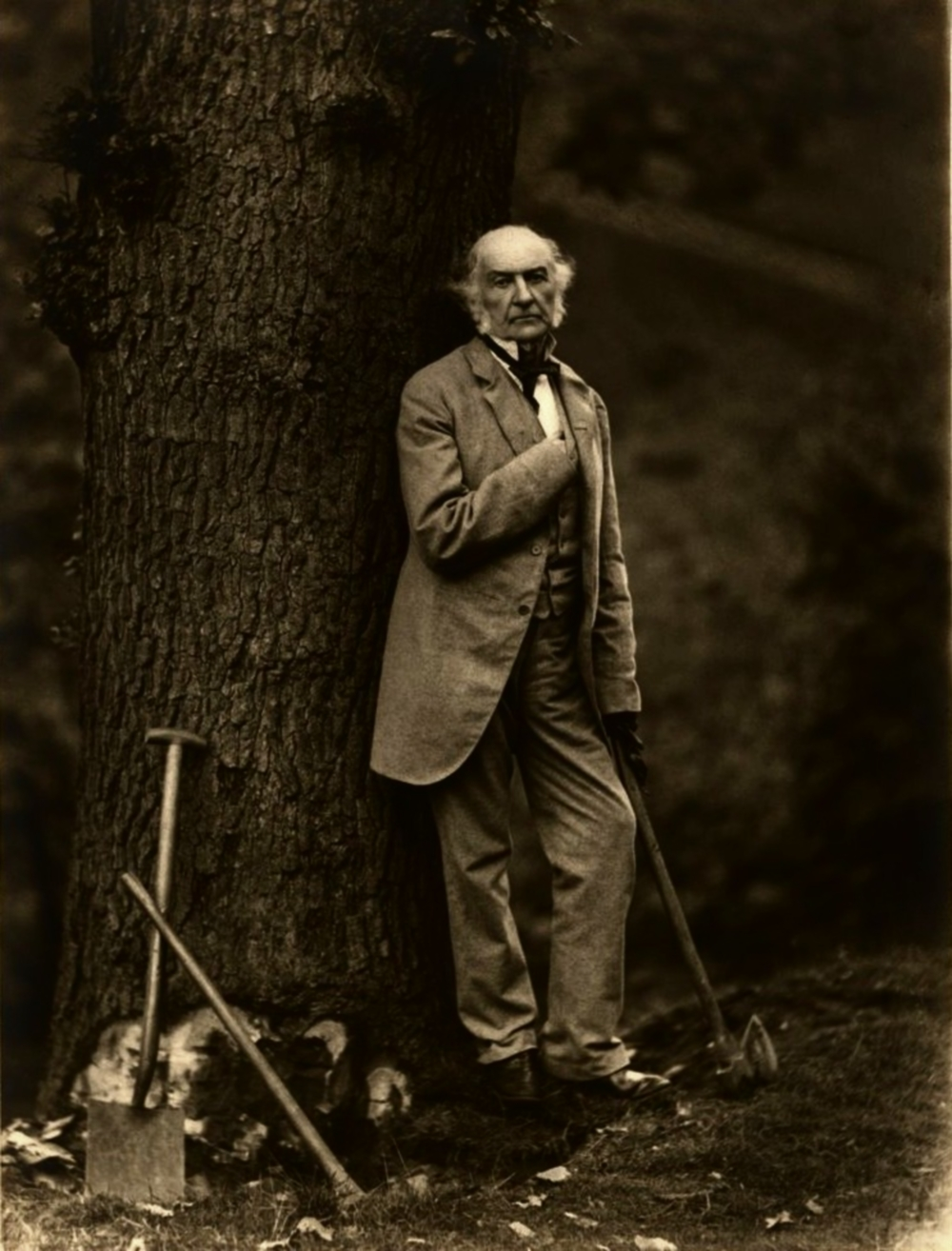
William Gladstone
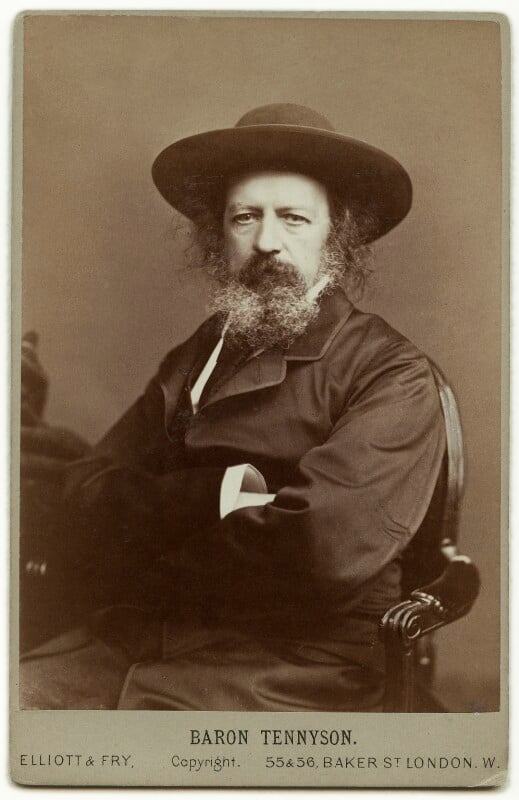
Alfred Tennyson
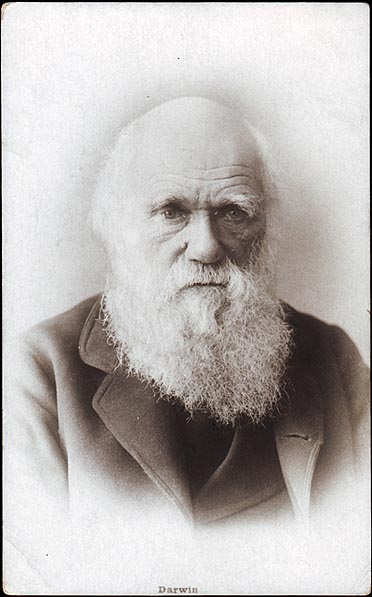
Charles Darwin
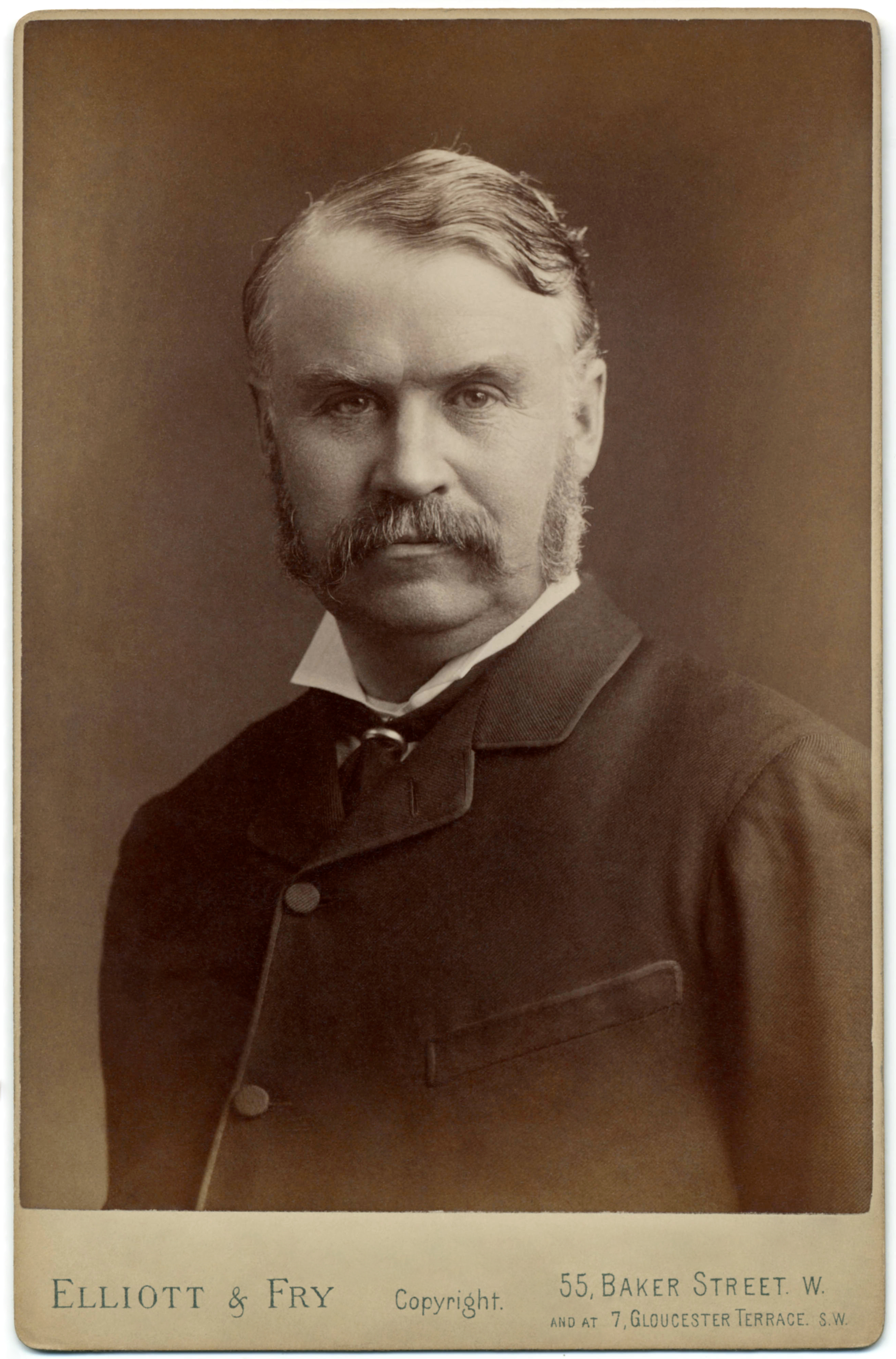
W. S. Gilbert
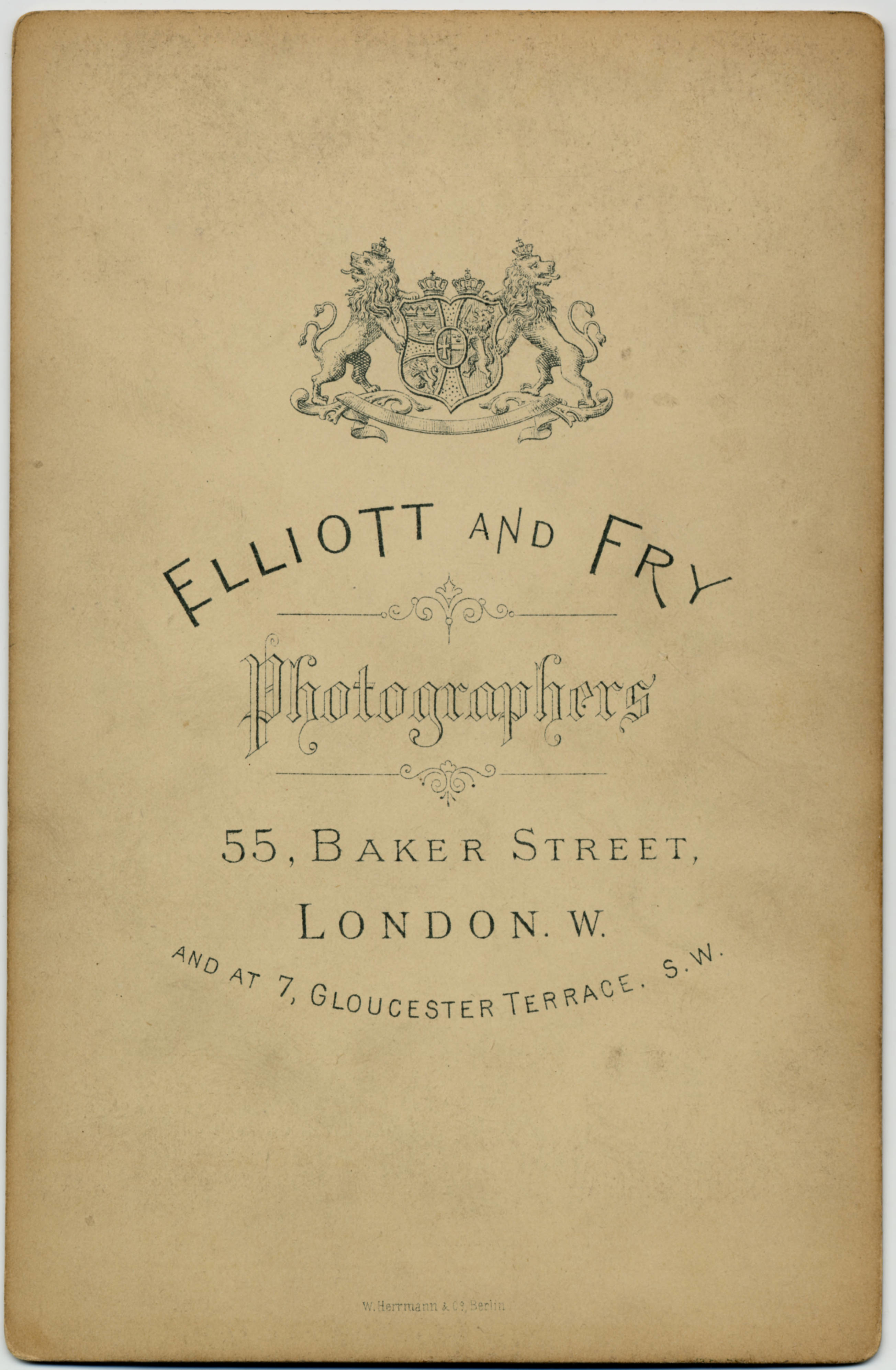
A Gilbert-kép hátoldala
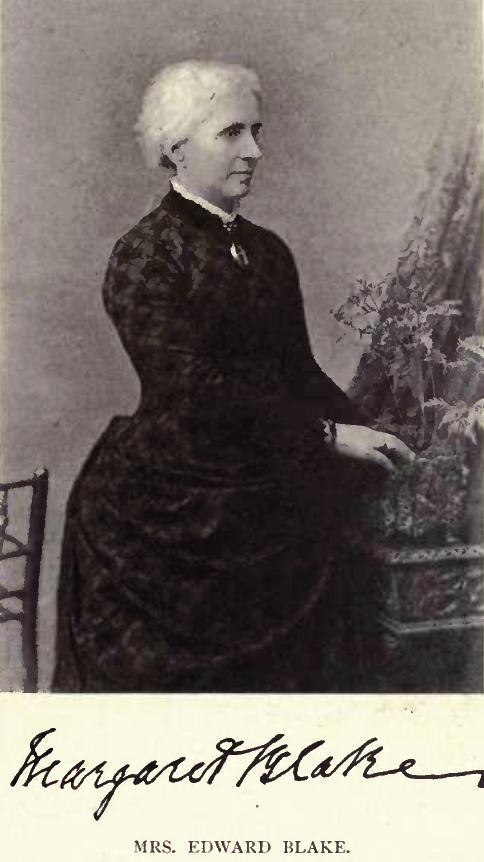
Edward Blake neje, Margaret
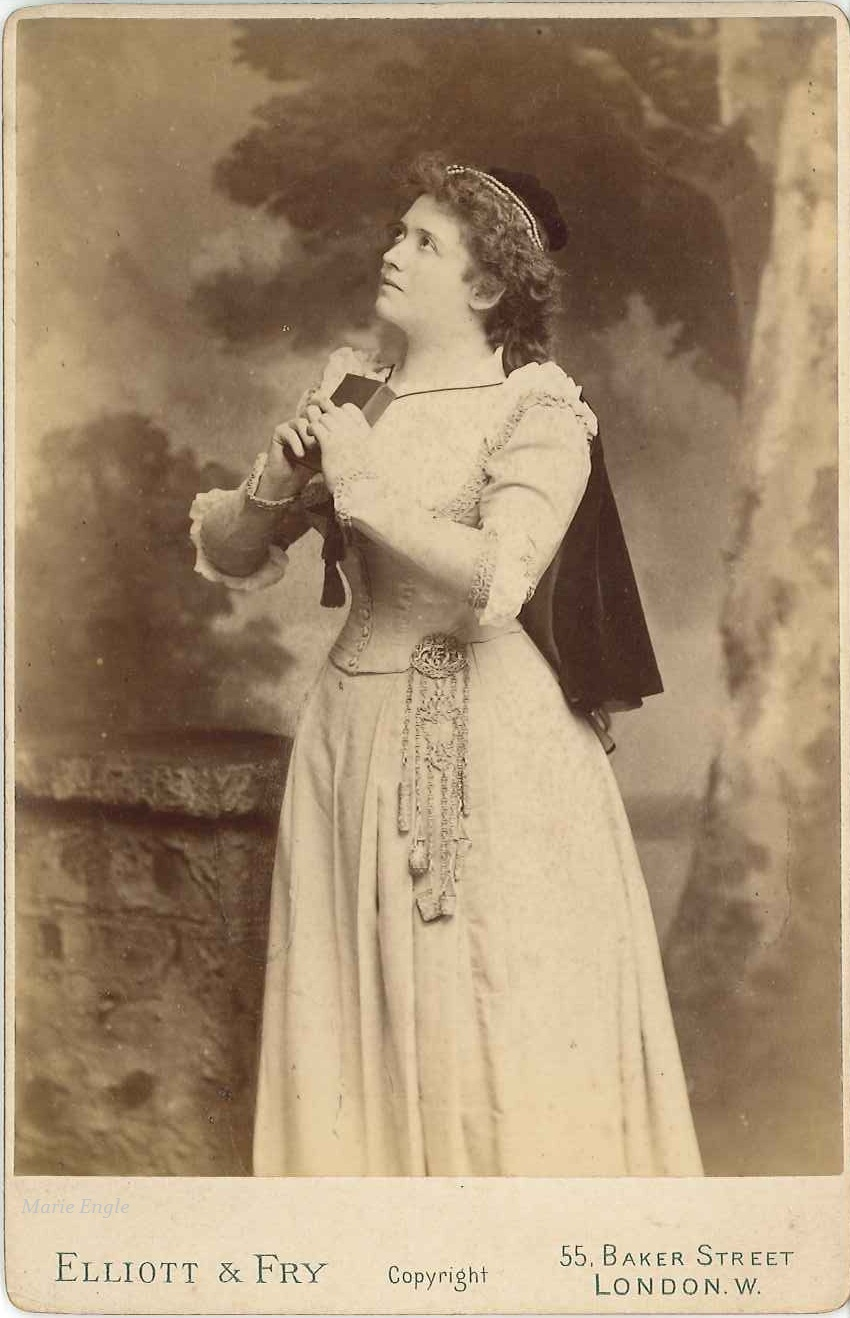
Marie Engle
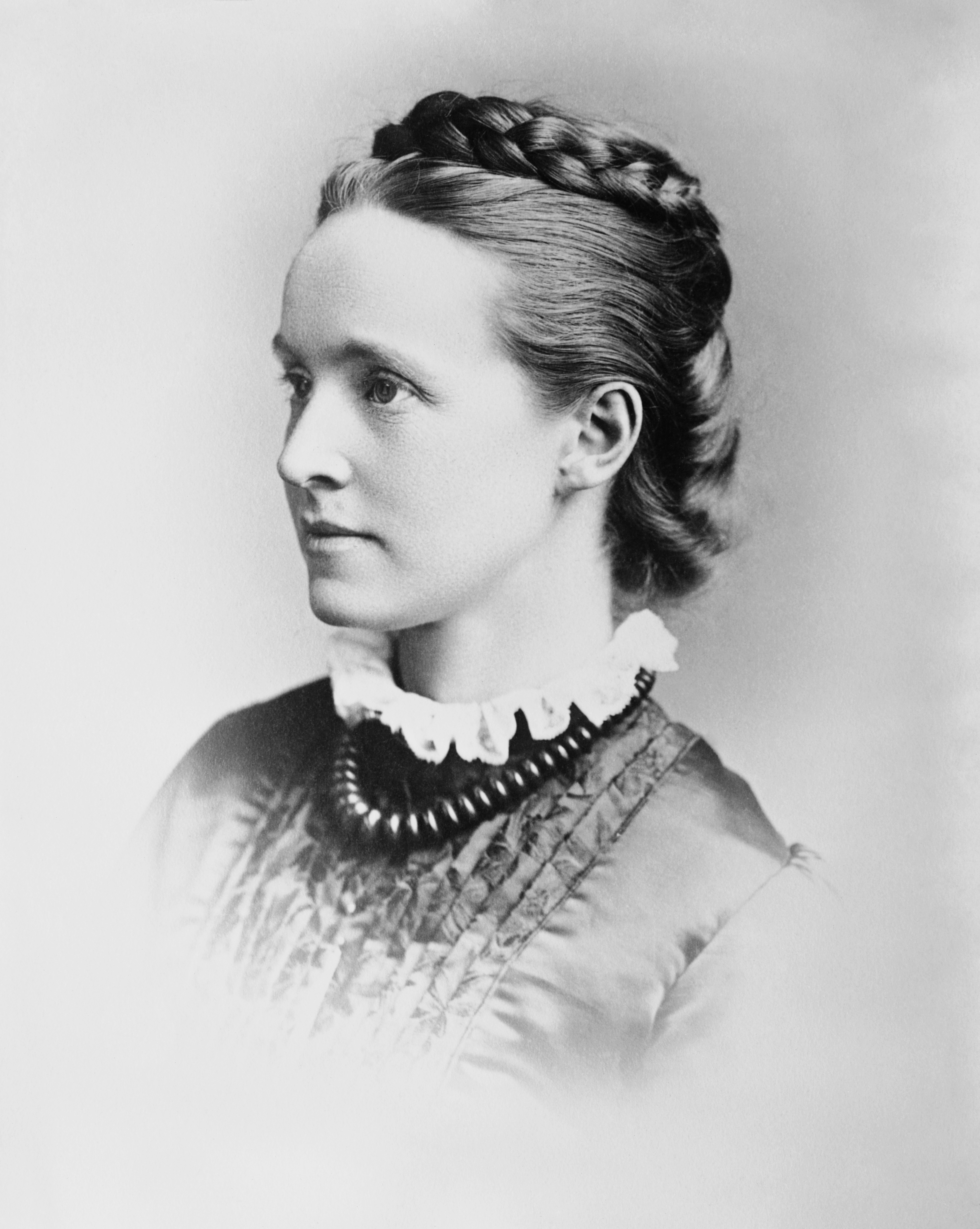
Millicent Fawcett
- A brit sport ötven élenjárója – portrésorozat, 1904

## Fordítás
- Ez a szócikk részben vagy egészben  az   Elliott & Fry című angol Wikipédia-szócikk ezen változatának fordításán alapul.  Az eredeti cikk szerkesztőit annak laptörténete sorolja fel. Ez a jelzés csupán a megfogalmazás eredetét és a szerzői jogokat jelzi, nem szolgál a cikkben szereplő információk forrásmegjelöléseként.